# Knivsta kommunvapen

Knivsta kommunvapen

Knivsta kommunvapen är det heraldiska vapen som används av Knivsta kommun i Uppsala län.
Sedan kommunen bildats den 1 januari 2003, genom en utbrytning från Uppsala kommun, utlystes en tävling där allmänheten uppmanades skicka in sina förslag till ett kommunvapen. Det vinnande bidraget lämnades in av skoleleven Jacob Blumenthal (f. 1990) och föreställde en gul krönt kulle på rött fält. Bildvalet syftande på Mora sten som stod på gränsen mellan Upplands tre folkland: Tiundaland, Attundaland och Fjädrundaland. Där skulle de medeltida kungarna svära sin ed och hyllas av folket. Den slutgiltiga versionen fick formen av en krona över ett treberg.

## Blasonering
Följande blasonering registrerades hos Patent- och registreringsverket den 26 augusti 2003:I rött fält en krona över ett treberg, allt av guld.

## Vapen för tidigare kommuner inom den nuvarande kommunen

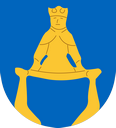
Lagga kommunvapen från 1948.

### Lagga
Lagga landskommun erhöll ett vapen av Kungl. Maj:t (regeringen) den 27 februari 1948 med följande blasonering: "I blått fält två från sköldfoten uppskjutande armar, som bära en sköld, på vilken en krönt prins sitter, allt av guld". Motivet syftar på hyllningen år 1319 av den treårige Magnus Eriksson som Sveriges konung vid Mora stenar. Detta vapens giltighet upphörde 1952 i samband med att landskommunen lades samman med Knivsta.